# Посіцька сільська рада
| Посіцька сільська рада — орган місцевого самоврядування у Тисменицькому районі Івано-Франківської області з адміністративним центром у с. Посіч. Відновлена сільрада 15 листопада 1995 року. Сільській раді підпорядковані населені пункти: - с. Посіч |

## Склад ради
Рада складається з 12 депутатів та голови.

### Керівний склад ради
| ПІБ                        | Основні відомості                                            | Дата обрання | Дата звільнення |
| -------------------------- | ------------------------------------------------------------ | ------------ | --------------- |
| Витвицька Галина Романівна | Сільський голова, 1963 року народження, освіта, позапартійна | 26.03.2006   | 31.10.2010      |

Примітка: таблиця складена за даними джерела